# Thiazol-Aldehyd-Synthese
Die Thiazol-Aldehyd-Synthese ist eine Namensreaktion der Organischen Chemie, die von Alessandro Dondoni entwickelt wurde. Bei der Reaktion wird ein Molekül um eine Aldehyd-Gruppe (CHO) erweitert, weshalb sie auch als Dondoni's Homologisierung bezeichnet wird. Der Aldehyd ist dabei zunächst als Thiazol maskiert und kann so substituiert werden. Die Idee, eine Carbonyl-Gruppe durch einen Heterocyclus zu maskieren, liegt auch der Corey-Seebach-Reaktion zu Grunde.

## Übersichtsreaktion
Ein C2-substituiertes Thiazol 1 wird mit einem Methylierungsmittel wie Methyltrifluormethylsulfonat (CF3SO3Me) zu einem Methylthiazolium-Salz 2 umgesetzt. Alternativ zum Methyltriflat können auch Methylierungsreagenzien wie Methyliodid oder Trimethyloxoniumtetrafluoroborat eingesetzt werden. Das Methylthiazolim-Salz kann mit Natriumborhydrid zu 3 reduziert werden, welches in Gegenwart von Quecksilber(II)-chlorid hydrolytisch zum Aldehyd 4 gespalten wird.

## Edukte
Viele der C2-substituierten Thialzole können aus 2-Bromthiazol erhalten werden. Über einen Metall-Halogen-Austausch mit Butyllithium (BuLi) kann ein lithiiertes Thiazol erhalten werden, das mit Elektrophilen umgesetzt werden kann. So können durch Reaktion mit DMF Aldehyde erhalten werden. Durch Reaktion mit Chlor(trimethyl)silan oder Trimethylzinnchlorid können Silyle oder Stannane erhalten werden. Umsetzung mit Estern liefern Ketone.

## Atomökonomie
Die Atomökonomie der Thiazol-Aldehyd-Synthese ist sehr ungünstig, da stets stöchiometrische Mengen mehrerer Abfallstoffe mit hoher Molmasse anfallen. Deshalb ist diese Synthesesequenz ein reines Laborverfahren ohne potentielle technische Bedeutung, was zusätzlich durch die Verwendung von giftigem Quecksilber(II)-chlorid zur Freisetzung des Aldehyds unterstrichen wird.